# Legendarium

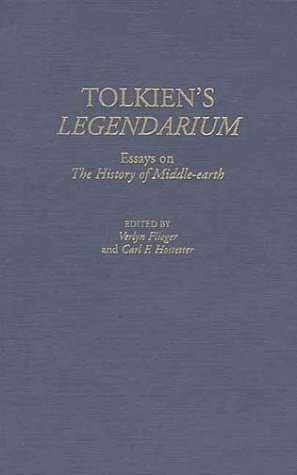
Legendarium

Legendarium è un termine utilizzato dallo scrittore britannico J. R. R. Tolkien per riferirsi a tutte le sue opere sulla Terra di Mezzo, in particolare la si ritrova in quattro lettere private che scrisse tra il 1951 e il 1955; è utilizzato anche dagli studiosi dell'opera dell'autore per riferirsi a tutte quelle trame che sono, all'interno dell'universo immaginario creato da Tolkien, per i personaggi del Signore degli Anelli, eventi leggendari.

## Origine del termine
Con il termine legendarium si fa riferimento a una raccolta di leggende. In latino, è un sostantivo e originariamente veniva utilizzato principalmente nei testi che trattavano le leggende sulle vite dei santi; nel linguaggio corrente, però, viene tradotto con "leggendario", quindi un aggettivo, e ha assunto altri significati, come quello datogli da Tolkien in riferimento alle sue opere sulla Terra di Mezzo.

## Uso del termine da parte di Tolkien
Tolkien usa il termine legendarium in quattro lettere datate tra il 1951 e il 1955, un periodo nel quale stava cercando di far pubblicare Il Silmarillion insieme al Signore degli Anelli, spiegando all'editore che erano due opere indivisibili. Le quattro lettere in cui usa il termine sono le seguenti:
- lettera n° 131 indirizzata a Milton Waldman:[1] «Queste leggende terminano con una visione della fine mondo, il suo disfarsi e il venir ricreato, il ritrovamento dei Silmaril e la "luce davanti al sole".».[2]
- lettera n° 153 indirizzata a Peter Hastings:[3] «[...] il mio legendarium, specialmente "La Caduta di Numenor" che precede immediatamente "Il Signore degli Anelli", si basa sul mio punto di vista: che gli uomini sono essenzialmente mortali e non devono cercare di diventare immortali nella carne [...].».[4]
- lettera n° 154 indirizzata a Naomi Mitchison e datata 24 settembre 1954: «Nella realtà immaginaria di questa storia noi viviamo su una terra rotonda. Ma l'intero legendarium parla del passaggio da un mondo piatto ([...]) a un globo: una transizione inevitabile, credo, per un moderno "creatore di miti" la cui mente è soggetta a sperimentare la stessa "apparenza" degli antichi, in parte alimentata dai loro miti, ma al quale è stato insegnato che fin dall'inizio la Terra è rotonda.».[5]
- lettera n° 163 indirizzata a Wystan Hugh Auden e datata 7 giugno 1955: «Ma l'inizio del legendarium, di cui la "Trilogia" fa parte (ne è la conclusione) era un tentativo di riorganizzare parte del materiale del "Kalevala", specialmente la storia di Kullervo lo sfortunato, in una forma tutta mia.».[6]

## Uso in altri autori
Il termine "legendarium tolkieniano" lo si ritrova anche in altri autori, anche se con significati diversi, sebbene alcuni studiosi delle opere di Tolkien non ritengono debba essere usato con significati diversi da quello datogli dallo stesso autore. Il termine lo si ritrova in:
- John D. Rateliff, nel suo The History of The Hobbit, in cui lo usa per riferirsi all'insieme dei Racconti ritrovati e a quella serie di opere che portarono poi al Silmarillion;
- nell'introduzione di Christopher Tolkien a La storia della Terra di Mezzo, in riferimento a tutti quegli eventi e tematiche che il padre non abbandonò durante la continua riformulazione che operava a Il Silmarillion;
- una raccolta di saggi critici curata da Verlyn Flieger e Carl F. Hostetter intitolata proprio Tolkien's Legendarium.

Lo si ritrova, inoltre, nella definizione data a La storia della Terra di Mezzo nella "J. R. R. Tolkien Encyclopedia": «La storia della Terra di Mezzo è uno studio longitudinale dello sviluppo e dell'elaborazione del legendarium tolkieniano compiuto attraverso la trascrizione di manoscritti, con commenti del curatore, Christopher Tolkien».